# Rochdalemonumentet

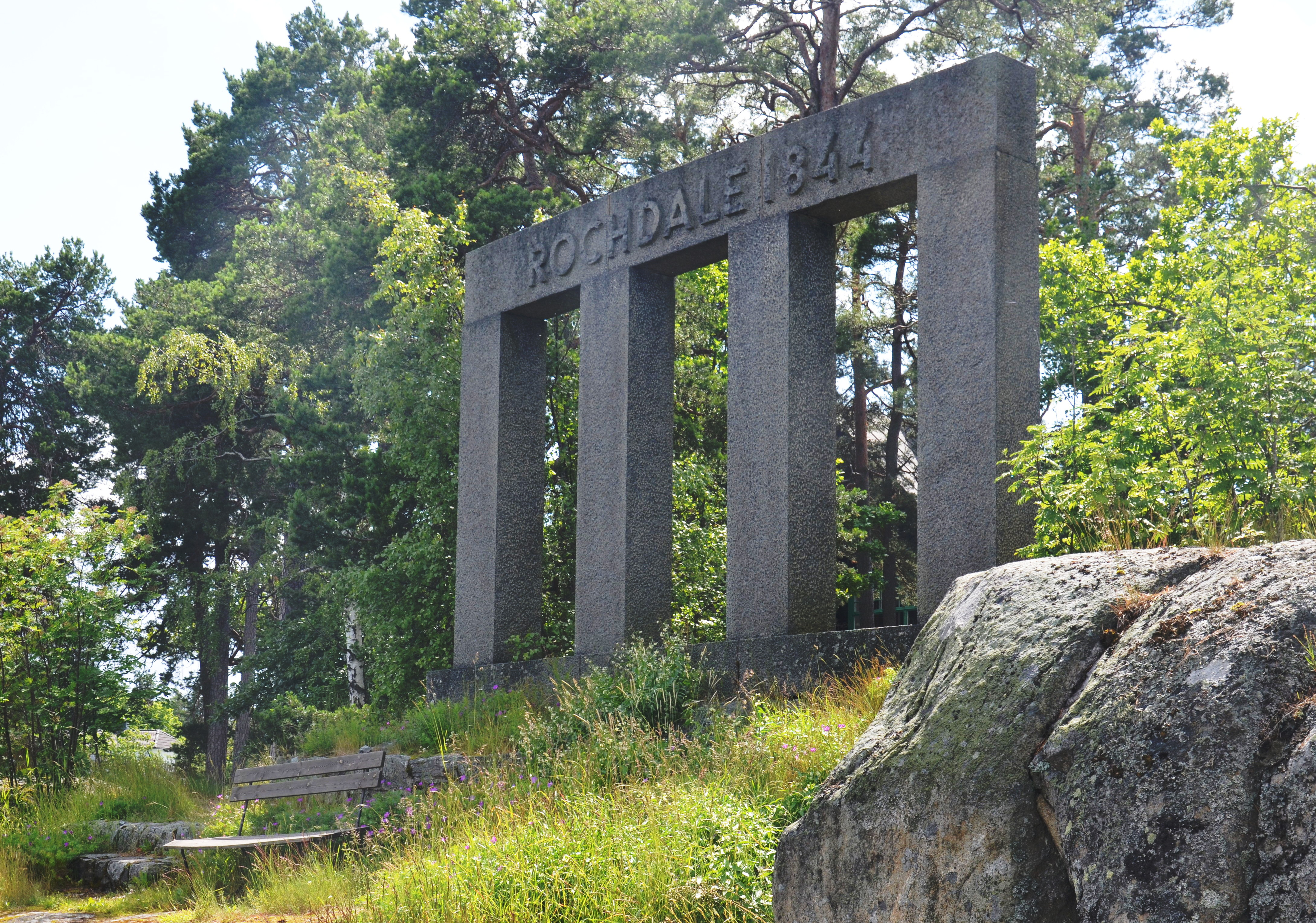
Rochdalemonumentet

Rochdalemonumentet är en portliknande skulptur i granit av Nils Sjögren på Sjöudden i Saltsjöbaden.
Rochdalemonumentet uppfördes 1944 av Kooperativa Förbundet som en del av 100-årsfirandet av konsumentkooperationen. År 1844 hade den första konsumentföreningen bildats i den engelska staden Rochdale. Skulpturen restes på Sjöudden i Saltsjöbaden, nära kooperationens kongressanläggning  Vår Gård.

## Media
- Kring jubileumsåret, kortfilm från 1944, inspelad av Kooperativa Förbundet